# المجيزيع (إب)

تعديل مصدري - تعديل

المجيزيع محلة تابعة لقرية القيف، التابعة لعزلة حرد بمديرية إب إحدى مديريات محافظة إب في الجمهورية اليمنية.، بلغ تعداد سكانها 55 حسب تعداد اليمن لعام 2004.